# TCL智家
广东TCL智慧家电股份有限公司，簡稱TCL智家（深交所：002668），是中华人民共和国的一家家用电器制造商，總部位於广东省中山市南头镇，现由TCL旗下的TCL家电集团控股。公司成立于2002年，原名廣東奧馬電器股份有限公司，2024年改为现名。该公司以生产销售冰箱为主营业务，且以出口业务居多。自2009年至今，该公司是中国大陆冰箱出口量位居行业第一的厂商。

## 历史

### 蔡拾贰时期

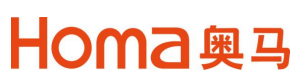
奥马品牌标志

奧馬電器成立于2002年，创始人和最初的实控人为蔡拾贰和蔡健泉叔侄，蔡拾贰曾是科龙电器冰箱事业部总经理，其经营管理、市场营销、技术研发、生产制造等核心人员均为科龙集团的老员工。2001年顾雏军收购科龙电器后，当年10月，蔡拾贰携十人离开科龙，并于2002年加入奥马电器，随后又有多名来自科龙电器营销、生产等骨干人员加盟奥马。该公司原为施诺电器和香港施耐国际合资成立的施耐电器，后由于施耐国际投资资金不足，将所持公司25%的股权全部转让予东盛投资，并更名为奥马电器。2003年6月25日，该厂正式投产，创立之初便确立“只做冰箱，短期内只做代工，暂时不做自有品牌”的方针，大部分的业务也以出口代工生产为主。
2007年，奧馬電器推出自有品牌“Homa 奥马”，其产品于当年开始在中国大陆县级、乡镇市场销售，自此实现了代工与自有品牌的并行发展。在2009年，奥马自有品牌产品进入一、二级市场，与连锁超市合作，启动“农村包围城市”战略。2009年签约演员赵薇成为形象代言人，并在中国中央电视台投放广告。
2008年4月，奥马电器改制为股份有限公司。2012年在深圳证券交易所上市。

### 赵国栋实控时期
2015年4月16日，奥马电器控股股东新余施诺（由中山施诺更名）与蔡拾贰等八人分别签署《股份转让协议》， 将其所持有的奥马电器股票通过协议转让方式转让。转让完成后，新余施诺不再持有公司股份，受让人蔡拾贰持有公司19.50%股份，为公司第一大股东。2015年10月28日，曾任京东集团副总裁、网银在线CEO的赵国栋与蔡拾贰等七人、东盛投资有限公司签署《股份转让协议》，出资12.13亿元现金受让奥马电器股份。股权转让后，赵国栋将持有上市公司20.38%股份，成为新的实际控制人。此前赵国栋曾任中融金和钱包金服的实控人和董事长，拥有网络借贷平台“好贷宝”。赵国栋入主后，奥马电器进军互联网金融业务，以6.12亿元收购了中融金51%股权，此后又参股或设立了一系列金融业务子公司。按照奥马电器的说法，股权转让的目的是强化公司“冰箱+金融科技”业务结构。当时正值互联网金融泡沫膨胀时期，奥马电器进军互联网金融后，曾令股价大幅攀升。赵国栋也实现了钱包金服借壳上市的目的。而旗下互联网金融板块业务定位于理财、消费、信贷三大板块结合的互联网金融服务平台。
尽管奥马电器在互联网金融领域不断投入，但其并未受益，其业绩也出现亏损。2017年，奥马电器经营活动产生的现金流量净额为-8.33亿元，该公司解释称，其经营活动产生的现金流量净额减少主要原因是报告期内信贷业务客户贷款及垫款增加所致。2018年8月9日，奥马电器发布公告称到期标的将复投3个月。而实控人赵国栋与广投资管签署《意向函》，赵国栋拟向广投资管或指定第三方转让奥马电器5%以上股份或对应权益，所获得的交易价款将优先用于解决“钱包金融”平台所涉及的兑付问题及赵国栋其他有关债务。而后公司又收到湖南资管的诉状，称子公司钱包汇通未能在回购合同规定的期限内完全履行回购义务，仍有未支付回购款2亿元，湖南资管就此合同纠纷向湖南省高级人民法院提起诉讼。截至2018年12月，奥马电器被冻结的银行账户共计26个，被冻结金额共计6.90亿元，均与公司金融借款纠纷有关。而公司的旗下股权也遭到司法冻结，分别为奥马冰箱、中融金、广西广投，冻结期限为三年。其副总经理、副董事长、财务总监等多位高管也相继离职。该公司的经营危机也开始爆发，其创始人蔡拾贰表示，由于奥马电器涉诉事件，导致部分客户及供应商对奥马冰箱信心不足。另外，奥马电器曾有出售奥马冰箱股权的计划，用于还债。而出售奥马冰箱40%股权的议案因大股东否决未获通过。2018年12月，中山金控管理的中山市纾困基金牵头成立定向资产管理计划，并向有关金融机构或社会资本募集资金，规模暂定8.5亿元，期限暂定为“3+2”年。资产管理计划将资金以借款形式提供给奥马电器，奥马电器以所持奥马冰箱100%股权为前述借款提供质押担保，相关协议有效期为一年。

### TCL实控时期
2020年末，由于合同违约，奥马电器控股股东西藏融通众金持有的12.44%股权被福州中院拍卖，TCL家电集团以1.86亿元拿下其中的4047万股。2021年1月底，TCL家电集团联同一致行动人重庆中新融泽收购奥马5%的股份。之后TCL及中新融泽通过二级市场密集增持和司法拍卖取得赵国栋的奥马电器部分股权，但赵国栋方面一度表现“拒绝”，TCL方面提请增补董事和召开临时股东大会的要求多次被公司以“程序瑕疵”为由拒绝。而在较长一段时间内，奥马电器还拒不承认实际控制人变更。
2021年4月19日，TCL家电集团及其一致行动人中新融泽、赵国栋向公司发出《关于提请增加广东奥马电器股份有限公司2021年第三次临时股东大会临时提案的函》，提议董事会成员变更为9名（其中6名非独立董事、3名独立董事）并修改《公司章程》、换届选举公司董事会和监事会。其中TCL家电集团及其一致行动人中新融泽提名四人为非独立董事候选人。4月30日，董事会和监事会选举完成。5月7日，TCL家电集团收到国家市场监督管理总局下发的《经营者集中反垄断审查不实施进一步审查决定书》。市场监管总局决定对TCL家电集团收购广东奥马电器股份有限公司股权案不实施进一步审查，TCL家电集团自当日起成为奥马电器的控股股东。有分析师认为，TCL收购奥马电器主要是看中其冰箱制造能力、出口能力，完成收购后将整合TCL的冰箱业务，但不排除TCL会将白电业务整合借壳上市。TCL家电入主奥马电器之后，奥马电器也回归冰箱主业。2021年12月15日，奥马电器公告称，公司终止经营全部金融科技业务板块并处置相关资产。
2021年8月4日，赵国栋持有的9.42%公司股份被武汉中院拍卖，惟首次拍卖流拍。
2021年9月3日，奥马电器公告称，子公司西藏网金在广州银行有一笔对外担保的1.45亿元定期存单存在质押情形，其未履行法律法规要求的决策程序及信息披露义务，涉嫌违规对外担保。该公司于9月6日停牌，9月7日开市起复牌，股票简称由“奥马电器”变更为“ST奥马”。根据公司向深交所问询函的回复，公司自查发现涉及原实控人赵国栋的一系列疑似违规问题，包括九大风险事项，潜在影响净利润约19.78亿元，潜在增加现金流出金额约9.77亿元。
2021年11月24日，中国证监会广东监管局发出《关于对广东奥马电器股份有限公司采取责令改正措施的决定》。该《决定》显示，奥马电器存在对外担保未履行审批程序及信息披露义务及2020年年报披露的相关财务数据不准确的问题，该局决定对公司采取责令改正的行政监管措施，并对赵国栋、刘向东、吕文静采取出具警示函的行政监管措施。12月30日，中国证监会决定对奥马电器及原实际控制人赵国栋立案。但在2022年6月28日，中国证监会认为违法行为轻微并及时改正，决定对公司不予行政处罚。
之后奥马电器控股股东TCL家电集团又被发现存在违法问题。2022年8月29日，TCL家电集团收到中国证监会的《立案告知书》，称其在收购公司过程中涉嫌违反证券法律法规，中国证监会决定对TCL家电立案。
2023年1月20日，中国证监会广东监管局披露，该局向奥马电器发出五份罚单。其中涉及内幕交易的有三宗，三人在内幕交易中均有获利，广东证监局决定没收上述违法所得，分别处以50万元罚款。同时，高盛达控股还有出借账户的违规行为，但案发后积极整改，因此广东证监局决定对其采取责令改正、给予警告，并处20万元罚款的行政处罚。而在TCL家电与中新融泽、魏某杰收购奥马电器期间，TCL家电、魏某杰在收购奥马电器事项上存在一致行动关系，构成一致行动人，但未对外如实披露。针对TCL家电集团未如实披露一致行动关系，未履行报告、公告和收购要约义务的违规行为，广东证监局对TCL家电集团处以320万元罚款，对魏某杰处以150万元罚款；对时任董事长王成、时任董事徐荦荦给予警告，并分别处以100万元罚款。针对借用他人证券账户交易证券的行为，广东证监局对TCL家电集团责令改正，给予警告，并处以30万元罚款。另外魏某杰实际通过其本人证券账户及其控制的西藏天丰中信证券账户、赖某丽光大证券账户在二级市场买入奥马电器股票，筹资由他人参与奥马电器股份司法拍卖。广东证监局决定对魏某杰采取责令改正，给予警告，没收违法所得并处双倍罚款的监管措施。
2023年10月，奥马电器收购TCL合肥家电，该公司负责TCL冰箱、洗衣机的生产业务。2024年4月，奥马电器更名为TCL智家，公司全称变更为“广东TCL智慧家电股份有限公司”。

## 业务
该公司以生产冰箱和冷柜为主营业务，截至2022年公司拥有9大生产基地、13条生产线，年产能达1,500万台。2022年，奥马生产的冰箱销量达846万台，全球排名第七，自2009年起已连续多年位居中国大陆冰箱出口量第一。
奥马电器的产品均为自主研发生产。其中，出口业务占比最多，采用ODM经营模式，主要客户有海尔、惠而浦、伊莱克斯等。中国境内市场则采用OBM+ODM组合经营模式，主要生产、销售自有品牌“Homa 奥马”系列冰箱和冷柜，并为客户提供ODM服务。